# Ceratopetalum
Genre
Classification phylogénétique
Ceratopetalum est un genre de 9 espèces d'arbustes et d'arbres de la famille des Cunoniaceae. On les trouve sur la côte est de l'Australie et jusqu'au nord de la Nouvelle-Guinée.

## Espèces
Selon [réf. nécessaire] :
- Ceratopetalum apetalum D.Don
- Ceratopetalum corymbosum C.T.White
- Ceratopetalum gummiferum Sm.
- Ceratopetalum hylandii Rozefelds & R.W.Barnes
- Ceratopetalum iugumensis Rozefelds & R.W.Barnes
- Ceratopetalum macrophyllum Hoogland
- Ceratopetalum succirubrum C.T.White
- Ceratopetalum tetrapterum Mattf.
- Ceratopetalum virchowii F.Muell.

Selon NCBI (2 Aug 2010) :
- Ceratopetalum apetalum
- Ceratopetalum gummiferum
- Ceratopetalum succirubrum